# ビセンテ・グレコ
ビセンテ・グレコ（Vicente Greco, 1886年2月3日 - 1924年10月5日）は、アルゼンチンのタンゴの黄金期の初期に活躍した作曲家・バンドネオン奏者。

## 人物
ブエノスアイレスのボカ地区で、バーやダンスホールで音楽の仕事につく。1905年にグレコにとって最初のタンゴの曲エル・モロチート(El morochito)を作曲する。
カルロス・ガルデルとも、個人的な友人であり、グレコ作曲のタンゴの歌の録音もある。しかし、38歳で夭折する。

## 功績
オルケスタ・ティピカの創始者として知られる。

## 有名な作品
ビセンテ・グレコの作曲した以下のタンゴは、世界中のタンゴの楽団で広く演奏されている。
- 黒い瞳(Ojos negros)
- ロドリゲス・ペーニャ(Rodríguez Peña)